# تومکور
تومکور
شهر تومکور (به انگلیسی: Tumkur) با جمعیت ۳۷۷٫۱۹۵ نفر در ایالت کارناتاکا در کشور هند واقع شده‌است.